# Río Chubut
El río Chubut o río de los Leones es un curso fluvial localizado en el sur de la Argentina, en el centro de la Patagonia argentina. Le da nombre a la provincia de Chubut por ser su principal curso de agua (ya que su cuenca cubre el 60% de la superficie provincial total).
Nace en la vecina provincia de Río Negro, cerca del cerro de las Carreras, en las estribaciones orientales de la cordillera de los Andes, fluye hacia el sur y luego de ingresar a Chubut, cruza de oeste a este dicha provincia, para desembocar en la bahía Engaño muy cerca (1 km al sur) de Rawson, la capital provincial.
Su principal afluente es el río Chico, un curso intermitente que solamente lleva agua al Chubut durante época de fuertes crecidas. El río Senguerr habitualmente desagua en el lago Musters y a través del Falso Senguerr, en el lago Colhué Huapi, que actúan como colectores de una cuenca endorreica. Pero ante crecidas extraordinarias en la alta cuenca del río Senguerr, ambos lagos acaban desaguando en el Chico y, a su través, en el Chubut, drenando toda la cuenca hacia el Atlántico.
El río es generalmente de poca profundidad y su flujo de agua puede variar de 4 a 50 m³/s entre la sequía y la inundación. Las inundaciones hicieron a las tierras junto al río fértiles e importantes para la agricultura. El río también es un popular destino de pesca de la trucha.

## Toponimia

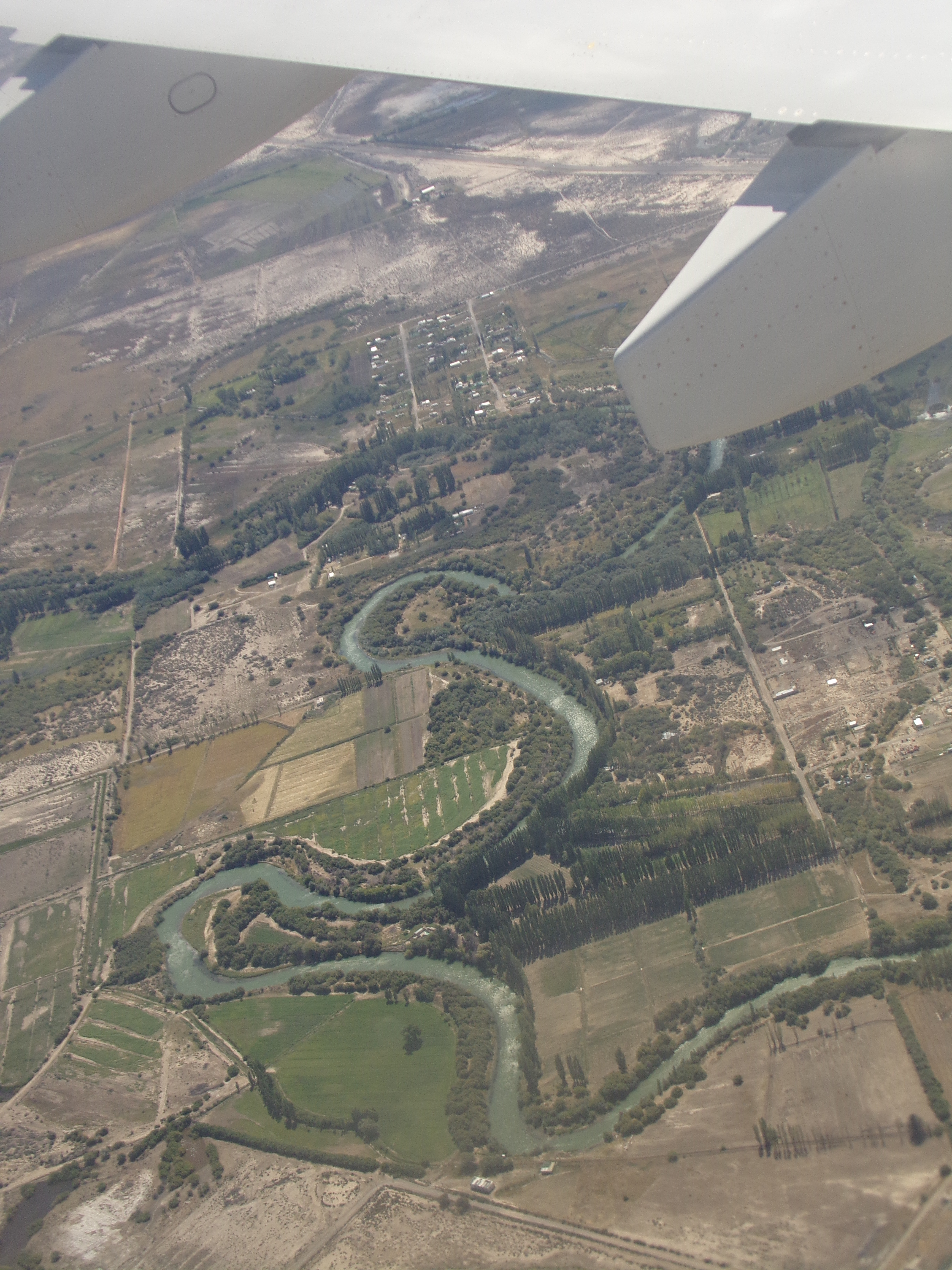
Meandros del río vistos desde un avión.

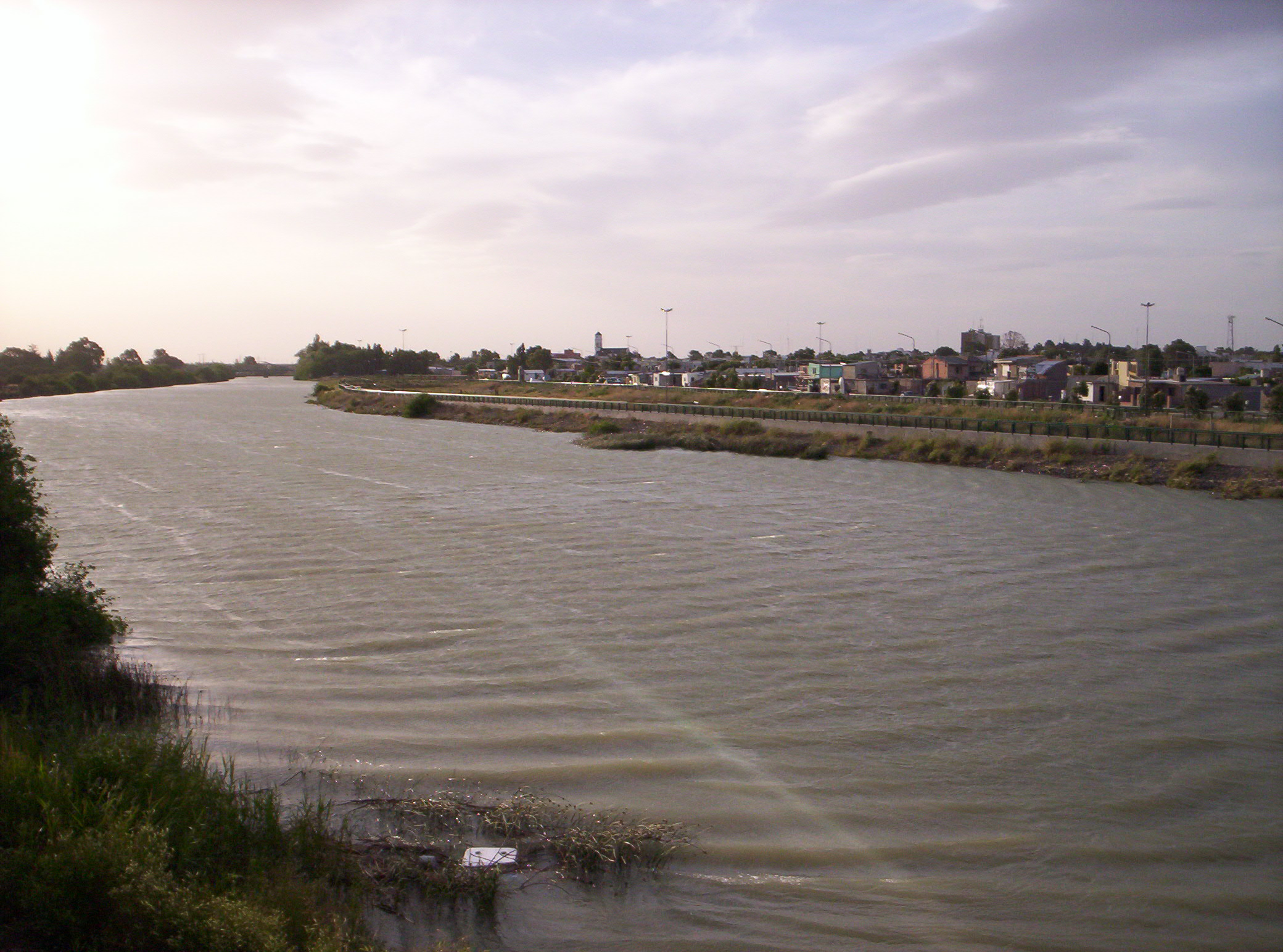
El Chubut a su paso por los arrabales de Rawson

El nombre Chubut proviene del vocablo chupat, perteneciente a una lengua transicional entre las etnias tehuelches meridionales y septentrionales, llamada tewsün o teushen. La misma pertenece al grupo de lenguas denominado chon, que también incluye al idioma de los tehuelches meridionales, al selk'nam y al haush.
De igual manera que gran parte de la toponimia de la Patagonia central, chupat o chuvug es una voz de origen tewsün. Hay dos teorías en cuanto a su significado. Para algunos estudios quiere decir «transparente», aunque otros le adjudican la traducción de «tortuoso, con muchas vueltas». En ambos casos, dichas acepciones pueden conectarse directamente con cualidades que los antiguos pobladores de este territorio le asignaban al río.
En galés el río es llamado Afon Camwy «río tortuoso».

## Hidrología
El módulo del Río Chubut es de 51,3 m³/s, con un máximo instantáneo de 372 m³/s y un mínimo registrado de 4 m³/s. En su nacimiento es de 7,28 m³/s.
Su régimen de precipitaciones es de alrededor de entre 800 y 1200 milímetros en sus nacientes en el oeste, y desciende a unos 200 milímetros a aproximadamente 50 kilómetros al este, siendo prácticamente insignificante en el resto de la cuenca.
Debido al aporte de los arroyos alimentados por las lluvias del invierno y la nieve derretida en la primavera, el Chubut es un río siempre suficiente, pero irregular, y tiene un periodo de inundaciones doble. La primera se refiere a las lluvias de invierno, de junio a agosto y la segunda se refiere al deshielo andino tiene lugar en octubre y noviembre. Los dos períodos de aguas altas están tan cerca que casi se funden, ya que difícilmente se puede observar un ligero descenso de las aguas en septiembre. Las crecidas, además de irregulares suelen ser torrenciales. La temporada de estiaje comienza en diciembre y dura hasta abril.

## Secciones
En sus más de 800 km de recorrido, este importante río patagónico atraviesa por varias regiones y localidades de especial interés, tanto desde puntos de vista arqueológicos, como étnicos, culturales, turísticos, geológicos, tecnológicos y urbano productivos.

### Curso superior

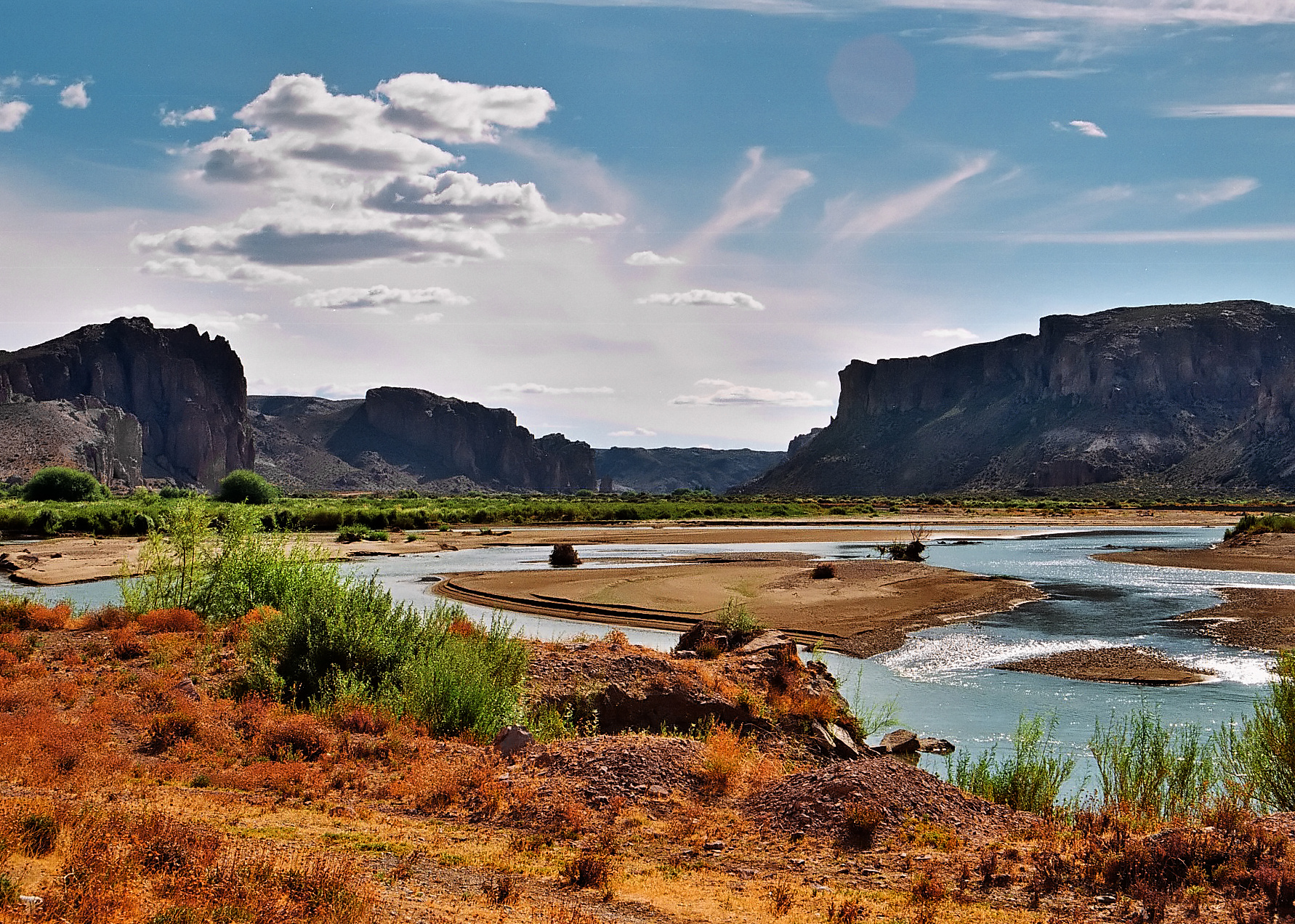
El río en su curso superior

El curso superior comienza en el Cerro de las Carreras (a 2000 m s. n. m.) en la provincia de Río Negro con aportes provenientes en su mayoría del Cordón Nevado Mayor (hasta aquí recorre alrededor de unos 130 km), y atraviesa el noroeste de la provincia del Chubut en dirección norte - sur. Luego, se desvía hacia el este, rodeando el sistema de los Patagónides y recibiendo los aportes del arroyo Leleque, el arroyo Ñorquincó (que a su vez recibe las aguas del arroyo Cushamen), el río Chico del Norte, los arroyos Lagunitas y La Tuerta, el Santa Rosa y el Arroyo Los Mineros. El curso superior culmina cuando el río Chubut recibe las aguas del río Tecka o Gualjaina (que a su vez este recibe las aguas del río Lepá unos kilómetros al sur) y las aguas del cañadón Horqueta y el cañadón La Buitrera.
En este tramo, el clima es frío y húmedo y se encuentra "encerrado" entre valles andinos y preandinos.

#### Arroyo Maitén
El arroyo Maitén es un curso fluvial afluente del río Chubut. Junto con otros arroyos, se alimenta del deshielo de la cordillera, de lluvias, y de manantiales. Dicho arroyo nace en la cordillera en la provincia de Río Negro y desemboca en el río Chubut a unos 5 km río arriba de la localidad de El Maitén.

### Curso medio

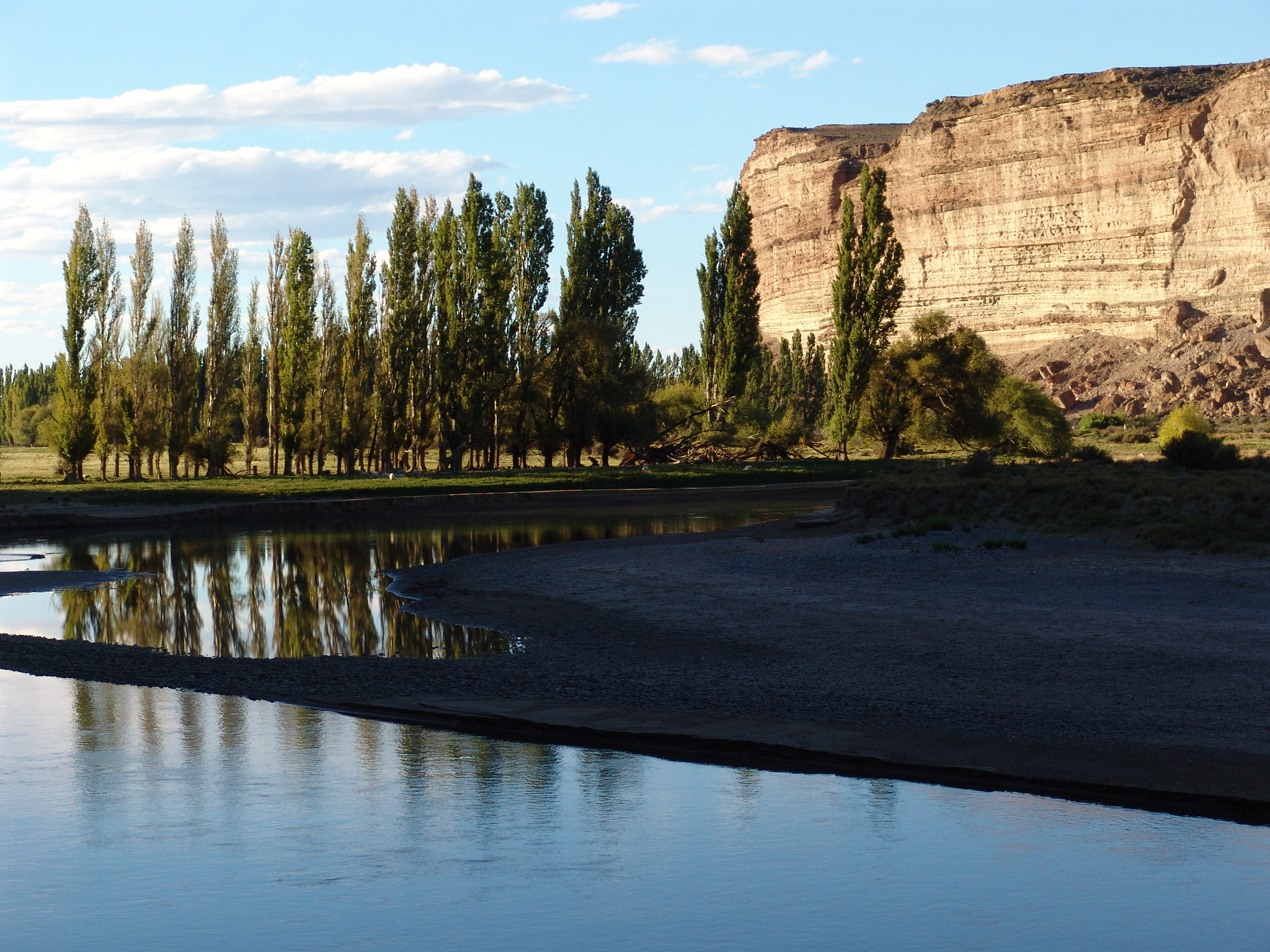
Valle de los Altares

En el curso medio el río toma dirección sudeste (pasando Piedra Parada) y luego este en Paso de Indios (que permanece hasta su desembocadura). Las precipitaciones son muy escasas y no alcanzan a formar cursos de agua permanentes; solo escurre a través de cañadones que forman cursos de tipo temporario. Debido a la ausencia de afluentes, el río se convierte en alóctono.
Además, el río en ese curso se encuentra "encajado" por rocas porfíricas de gran altura y está conformado por tres valles principales:
Valle Paso de Indios
Valle de Los Altares (o de Las Ruinas)posee paisajes desérticos y semidesérticos, repletos de geoformas y montañas casi desprovistas de toda vegetación que presentan curiosos aspectos y evidencian con variada gama de colores sus estratos geológicos.
Valle de los Mártires (o de Las Plumas)su nombre proviene del lugar en donde indios Tehuelches mataron a lanzazos a los tres galeses Davies, Parry y Hughes llamados mártires galeses.

### Embalse Florentino Ameghino[5]

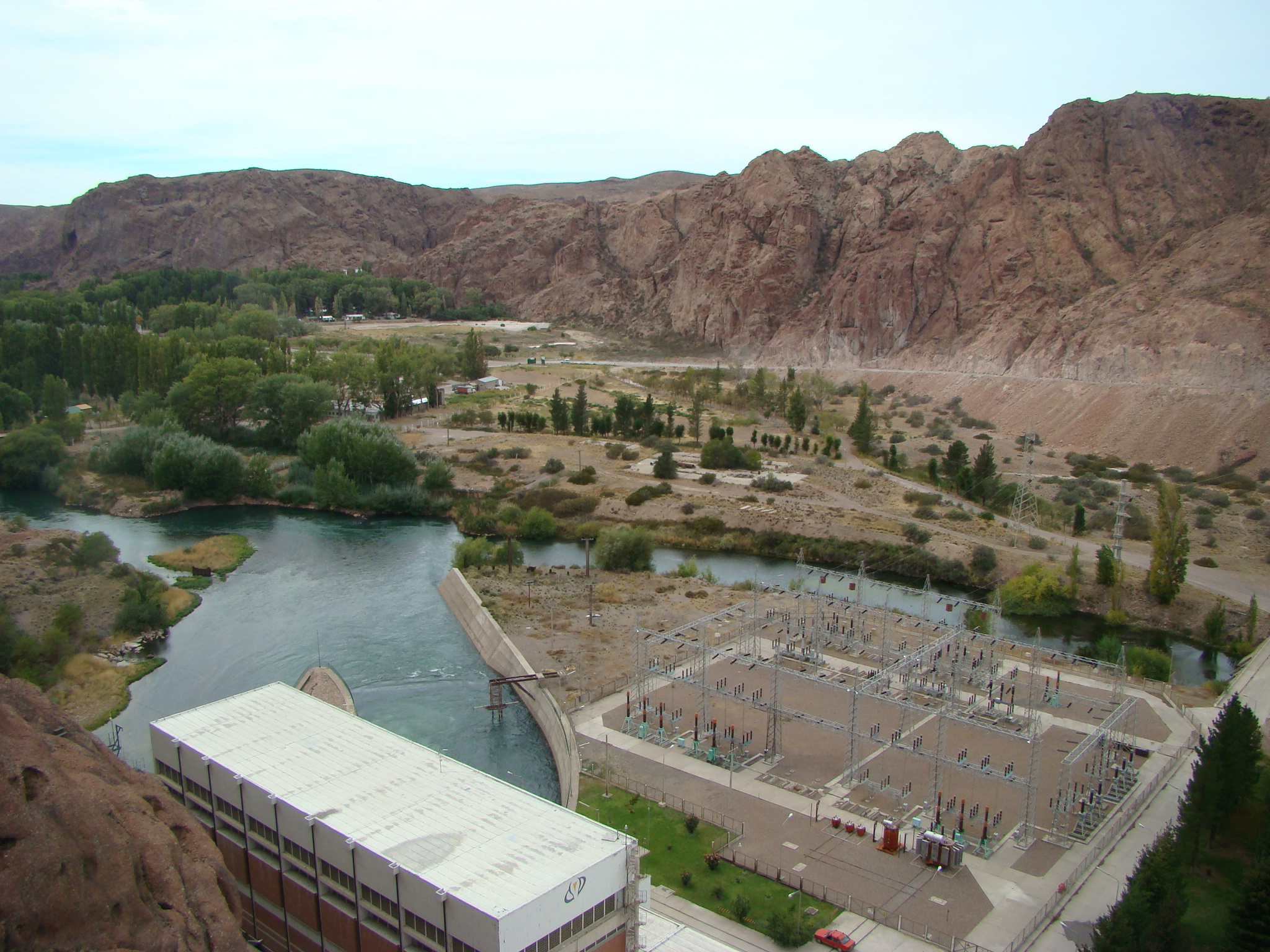
Dique Ameghino

En 1943 se produjo en el país un golpe militar de la revolución del 43. El nuevo gobierno dictatorial condujo a la formación de la Gobernación Militar de Comodoro Rivadavia en 1944. Ante el gran crecimiento de la zona y la relación excelente con el gobierno nacional, el Gobernador Militar a Ángel Solari anunció la construcción de un dique sobre el Río Chubut. En ese mismo año comenzaron los estudios de la obra de ingeniería proyectada por el Ing. Antonio Pronsato. Por esta razón, se procedió a efectuar viajes de reconocimiento del sitio óptimo para el emplazamiento del dique, evaluándose cuatro lugares sobre el valle del río Chubut y cinco sobre el valle del río Chico. Como resultante, se Determinó provisoriamente que el sitio más conveniente era aguas debajo de la confluencia de los ríos Chubut y Chico Sur, en una estrechura conocida como Valle Alsina a 20 km aguas debajo de la confluencia del río Chico . 
A 150 km al oeste de su desembocadura en el Océano Atlántico, y aproximadamente a 20 km al este de la pequeña localidad de Las Plumas (departamento Mártires), sobre una garganta del río Chubut se finalizó en el año 1968 la construcción del Dique Florentino Ameghino, el cual formó un lago artificial de 65 km² de superficie. Este espejo de agua inundó asimismo el último tramo del curso inferior del río Chico, el cual era un importante afluente intermitente del Chubut, y cuya antigua confluencia se encuentra hoy cubierta por el embalse, a unos 15 km aguas arriba del dique.
Las principales funciones para las que se proyectó esta obra fueron el control de crecidas, la derivación de caudales para riego y la generación de energía eléctrica mediante el Aprovechamiento Hidroeléctrico Florentino Ameghino.
Cercano a la Central Hidroeléctrica Florentino Ameghino, aguas abajo del dique y sobre el curso ya normalizado del río Chubut, se ubica una pequeña y pintoresca villa urbanizada, donde reside el personal de operación de sus instalaciones, como así también algunos otros pobladores y prestadores de servicios turísticos básicos.
Aunque es un destino poco visitado, toda esta zona geográfica presenta un considerable interés tanto desde el punto de vista turístico, como así también tecnológico y geológico.
Datos del embalse
- Latitud: 43°42"S
- Longitud: 67°27"O
- Altitud: 169 m s. n. m.
- Superficie 65 km²
- Volumen 1600 hm³ (capacidad máxima 2000 hm³)
- Profundidad máxima 61,5 m
- Profundidad media 24,6 m

Para 2017 la historia del Chico cambió cuando un intenso fenómeno climático, que no tenía antecedentes ni estaba en ningún registro, creó la gran crecida del río ocasionó que, además de colapsar al río Chubut, ingrese agua con un alto contenido de lodo al Dique Ameghino. Esto devino en la dificultad de potabilizar el agua para las poblaciones que se alimentan del Chubut; produciéndose baja potencia y cortes de agua
El aporte inesperado de agua que llegó a los 400 metros cúbicos por segundo, levantó la cota del embalse en 10 metros por encima de los valores previstos, además de un enturbiamiento inusual del espejo de agua. Si bien esa masa de agua no condicionó en lo inmediato la operación normal del embalse, las regulaciones establecidas por ley obligaron a la hidroeléctrica a adecuarse lo antes posible a los valores de operación normal.

### Curso inferior

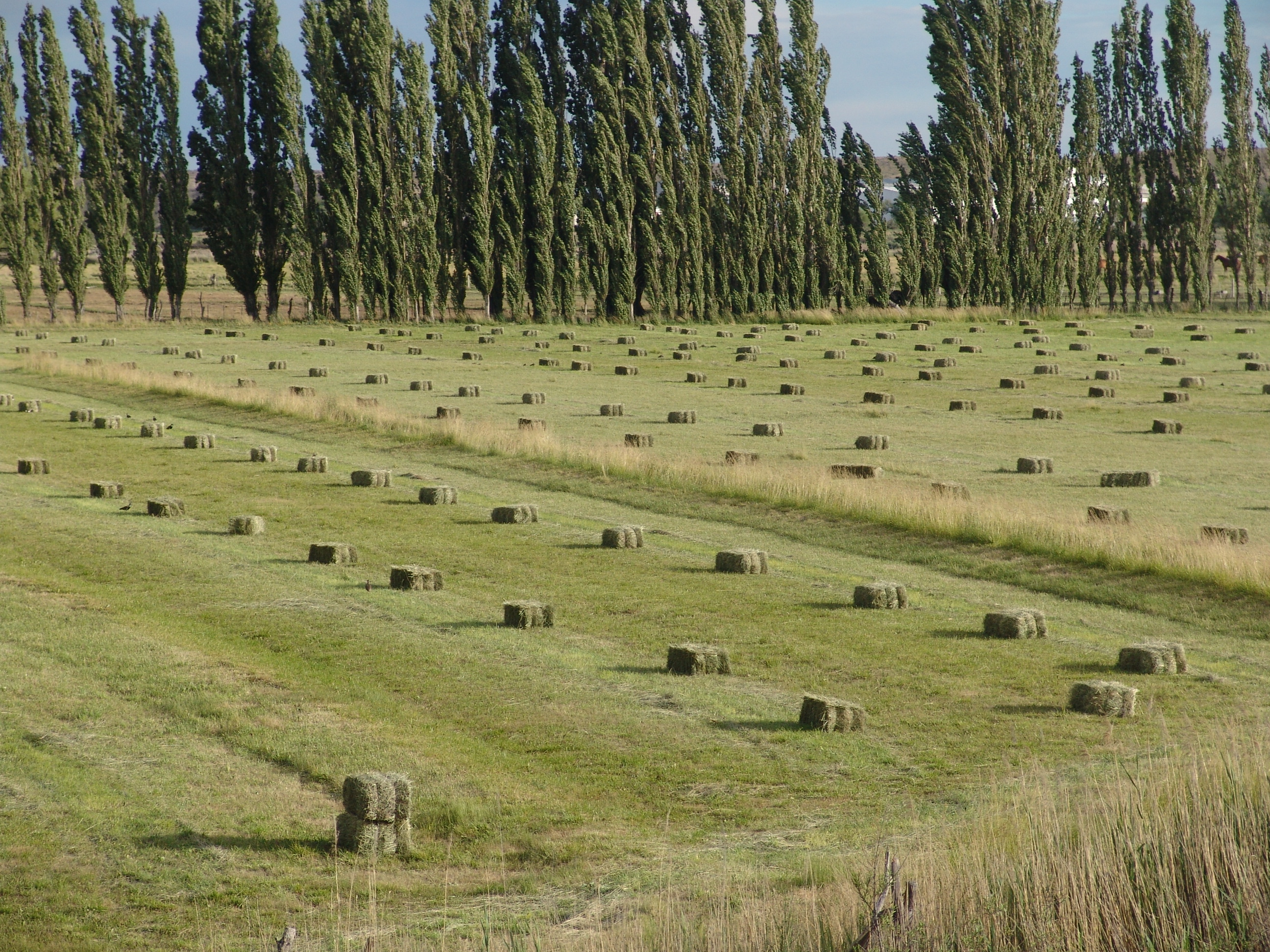
Fardos de alfalfa del valle inferior

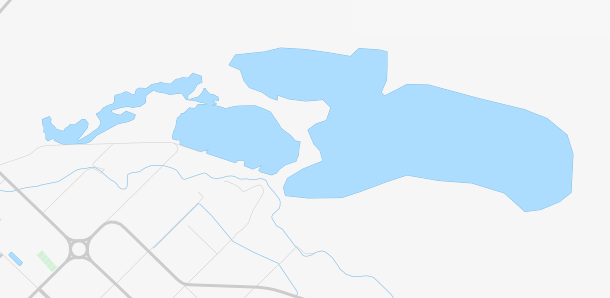
Lagunas del Ornitólogo

El curso inferior inicia en el dique Ameghino y es atravesado por cañadones como Iglesias, Alsina, Villegas y Salado, también el ancho de su valle crece desde 500 m hasta 6 km, antes de llegar a Boca Toma. 
Allí, comienza el fértil valle inferior del río Chubut, en donde se sitúan las ciudades de Trelew (88 305 habitantes, siendo la mayor de la cuenca), Rawson (22 493 habitantes), Gaiman, Dolavon, 28 de julio, etc. Fue colonizado por los galeses en el siglo XIX, quienes además construyeron el Ferrocarril Central del Chubut.
El valle tiene una superficie total de 42 000 ha, con aproximadamente 90 km de longitud, y un ancho variable entre 7 y 10 km.
En este valle el río se divide en varios canales de riego que abastecen de agua a todas las chacras productoras de alfalfa, hortalizas y cerezas. También, existe un sistema de lagunas denominadas Chiquichano y del Ornitólogo (ubicadas entre Trelew y Rawson), que formaban parte del antiguo lecho del río.
Finalmente el río desemboca en forma de estuario salobre en la Bahía Engaño, en el mar Argentino del Océano Atlántico, junto a la villa balnearia de Playa Unión y Puerto Rawson. En su desembocadura, los sedimentos arrastrados por el río hasta la costa formaron un obstáculo denominado barra, que solo puede ser atravesado en marea alta por barcos pequeños. Aquí, el cauce es solo de 60 m de ancho y su tirante de agua es solo de 60 cm.

## Galería

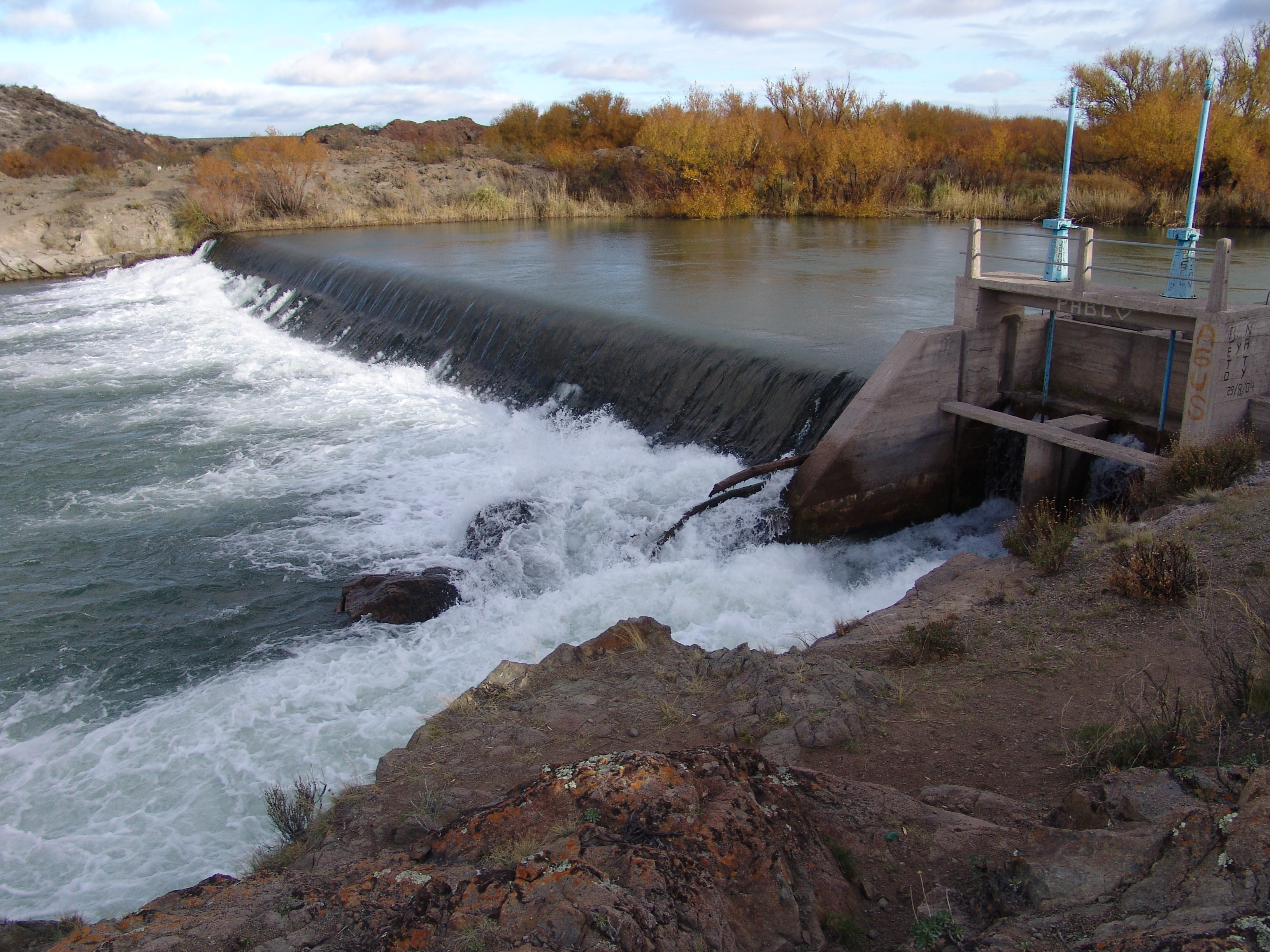
Boca Toma
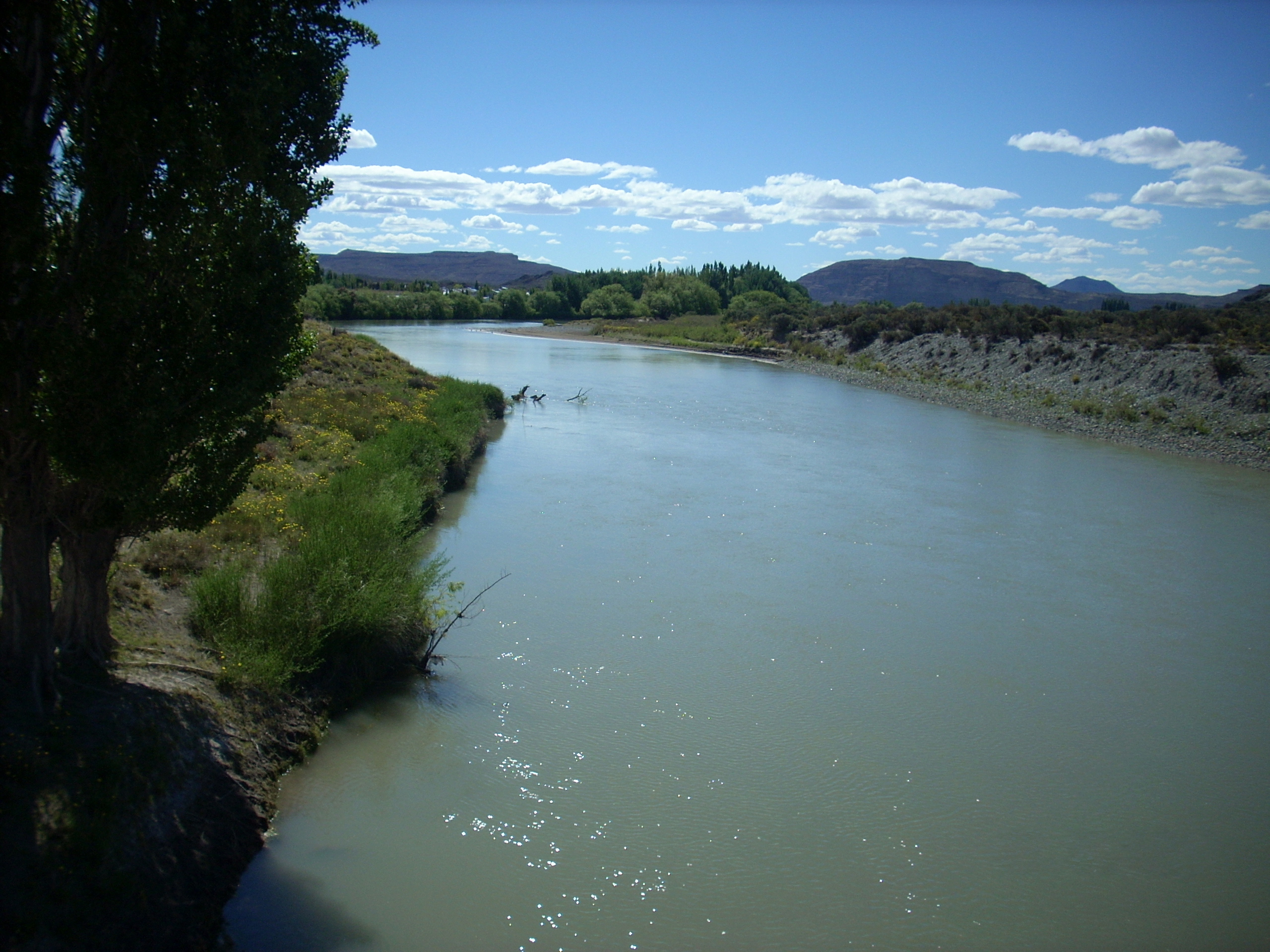
Valle de los Altares
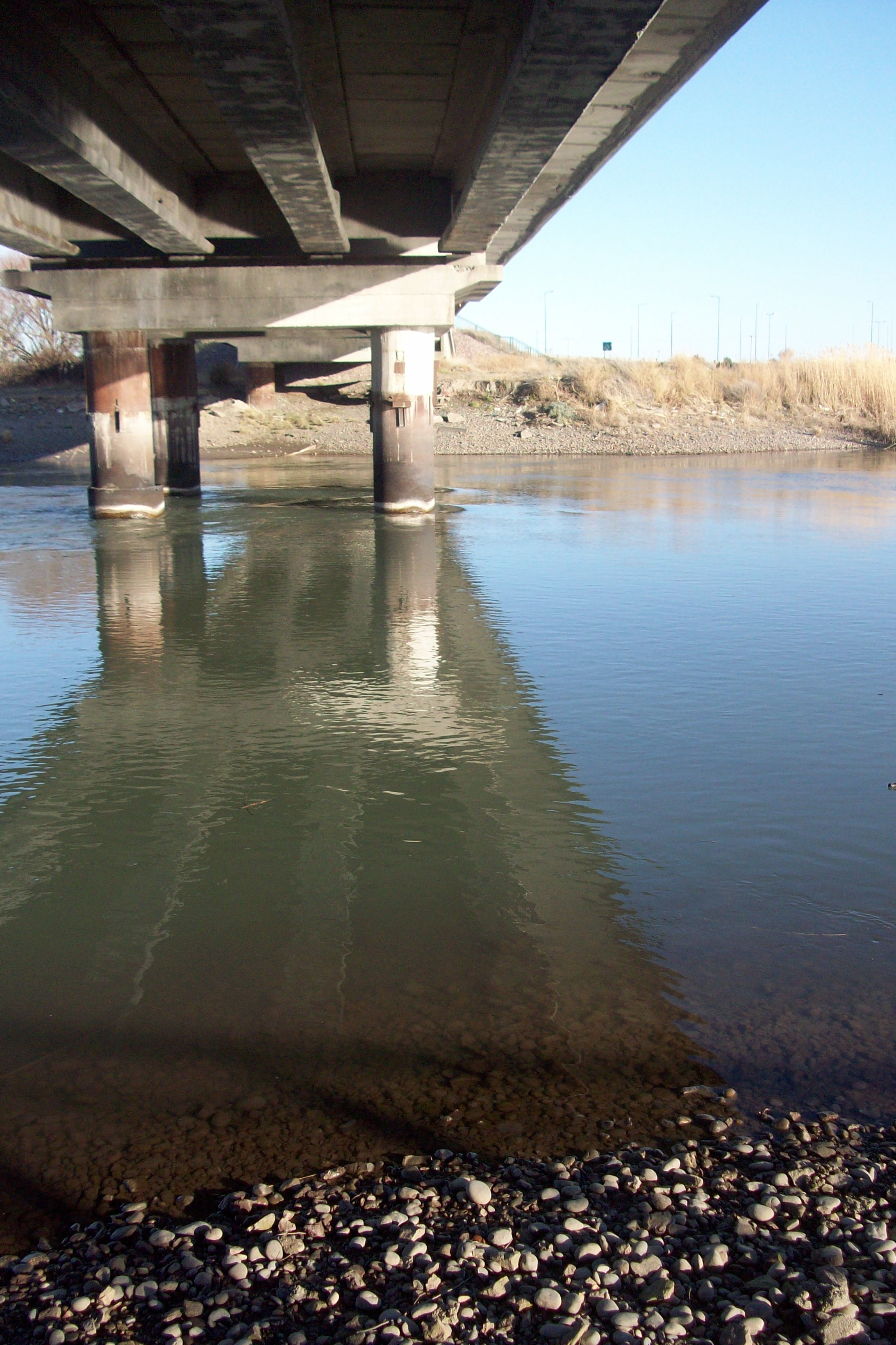
Puente en Rawson
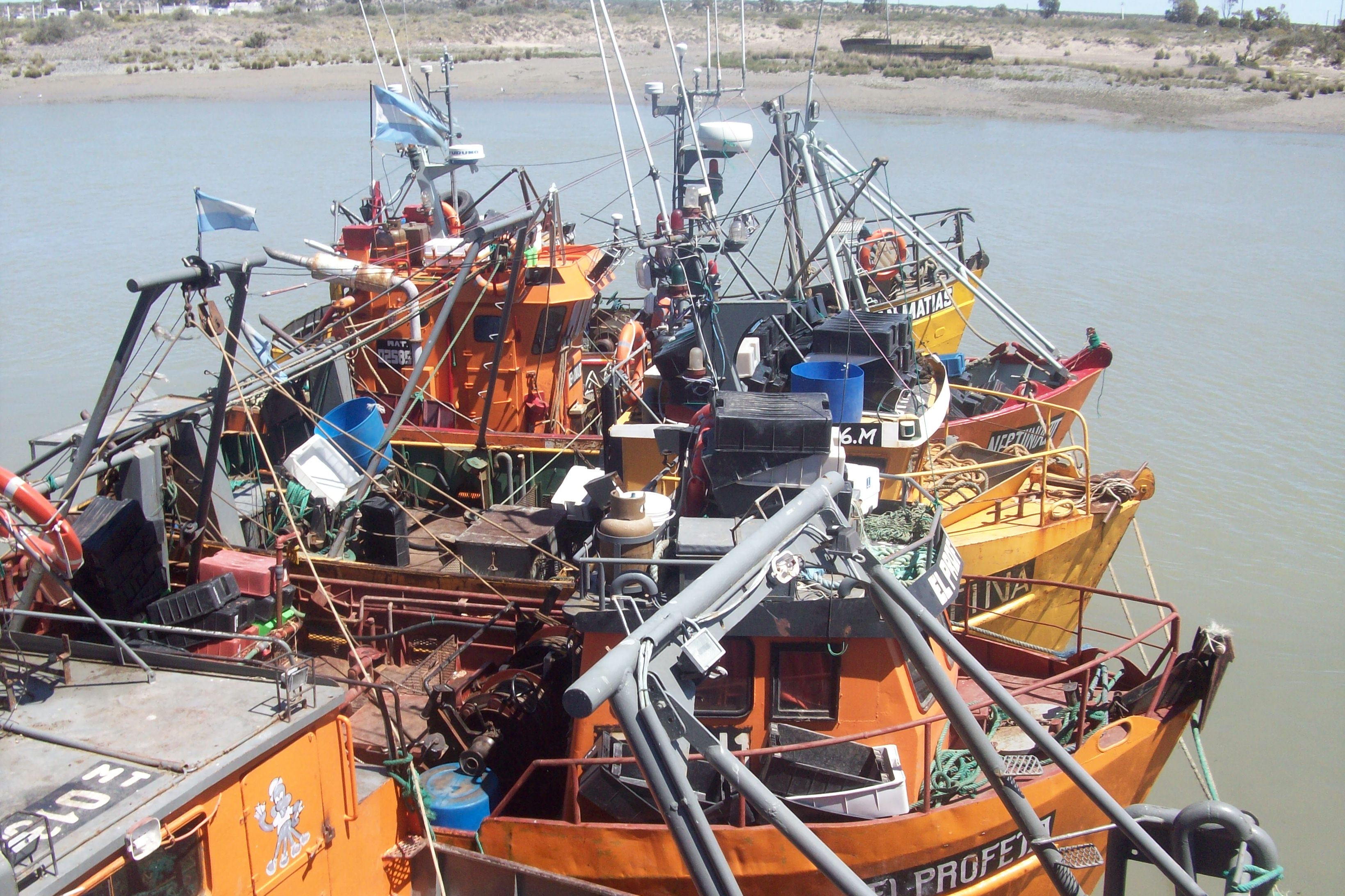
Puerto Rawson
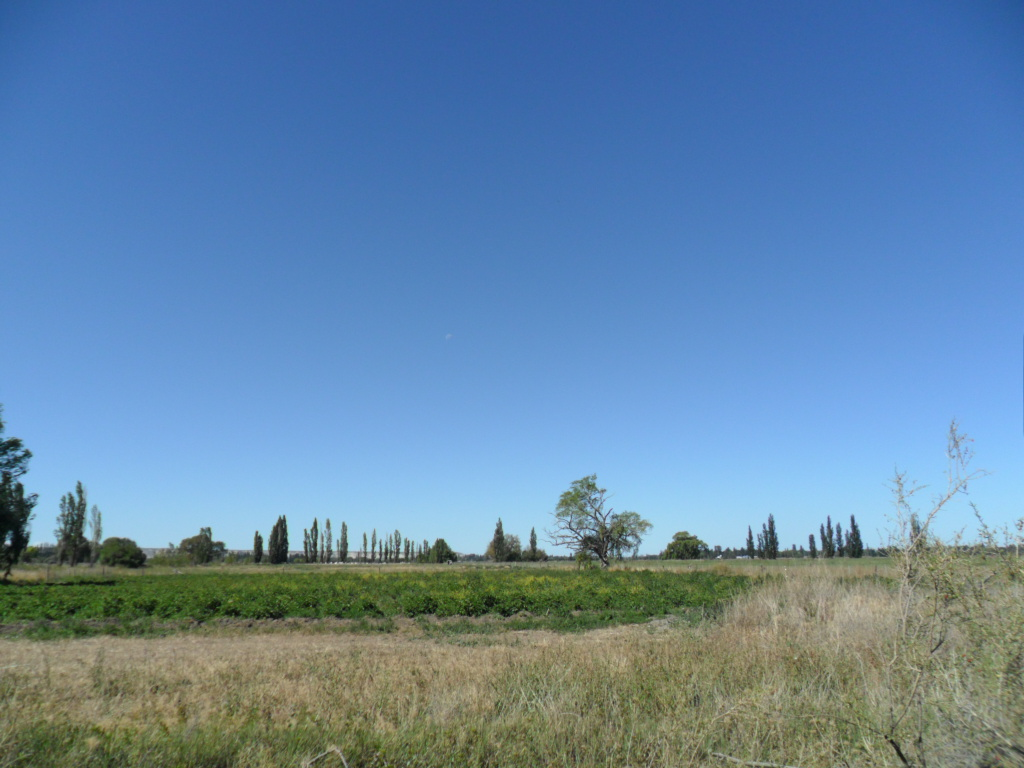
Vista del valle inferior
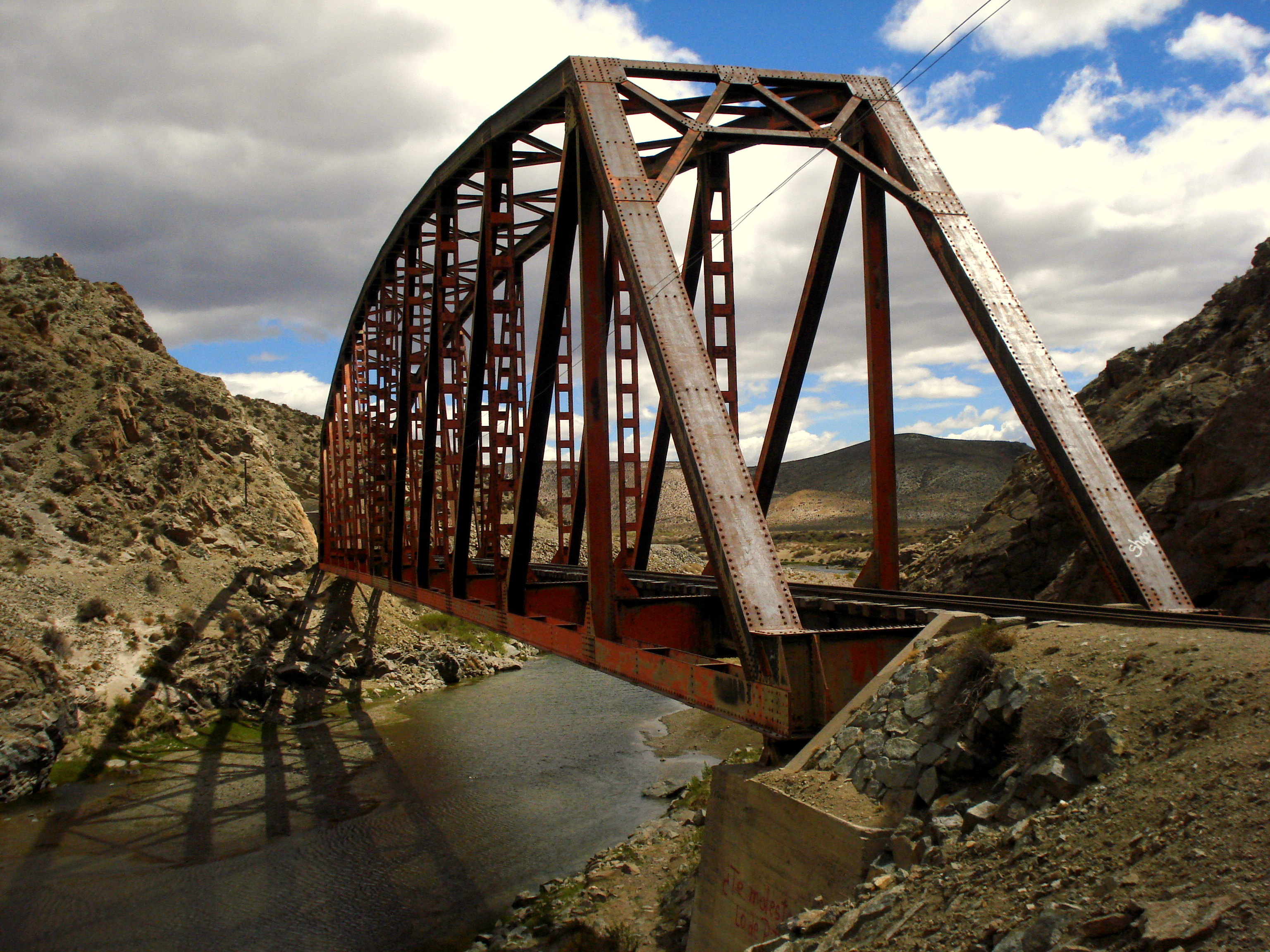
Río Chico del Norte
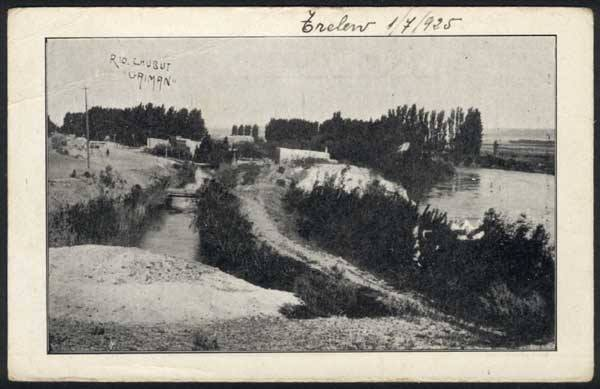
El río cerca de Gaiman en 1925
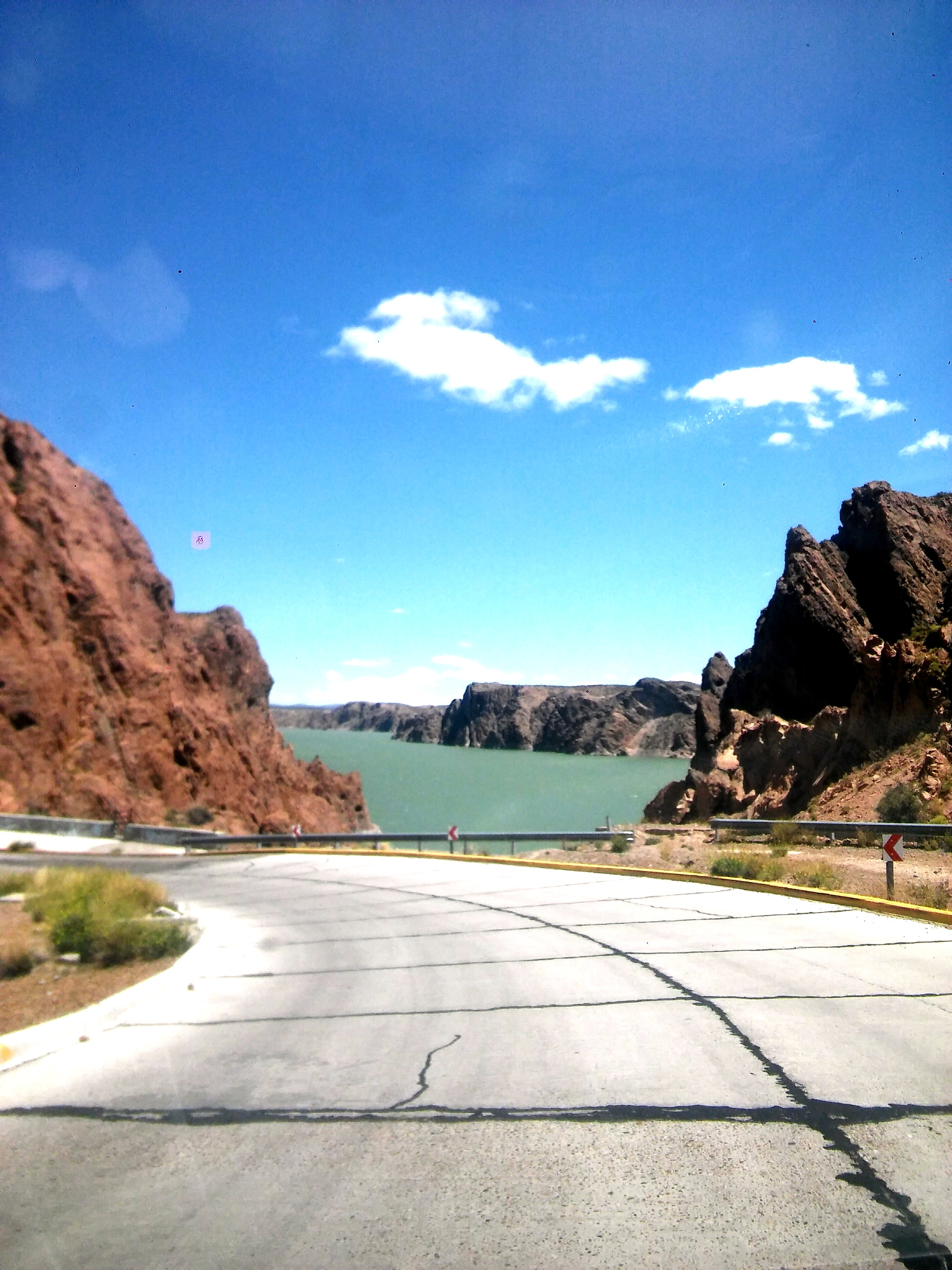
El embalse que forma el dique en cercanías a la ruta 25
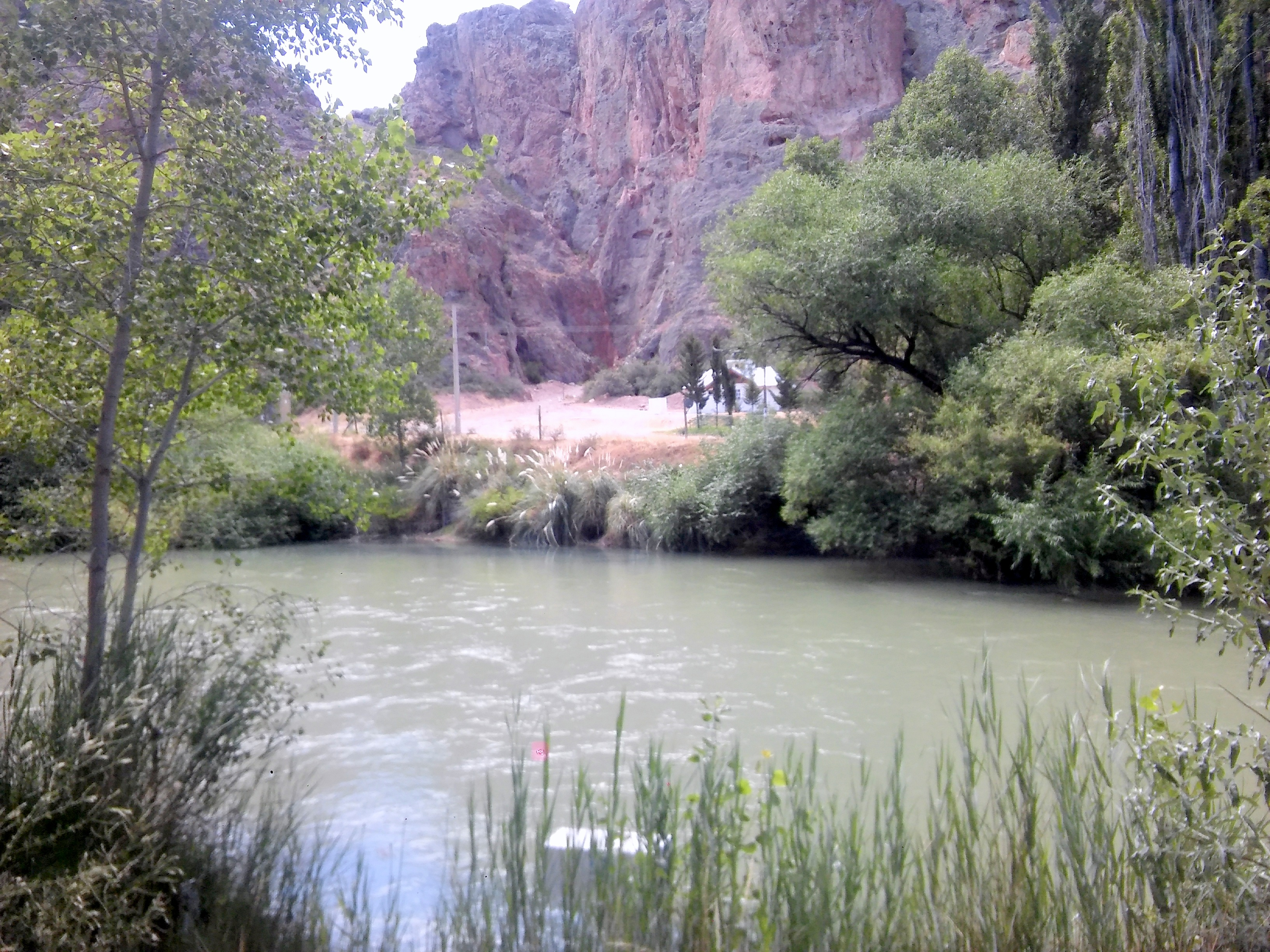
El río tras su paso por el dique
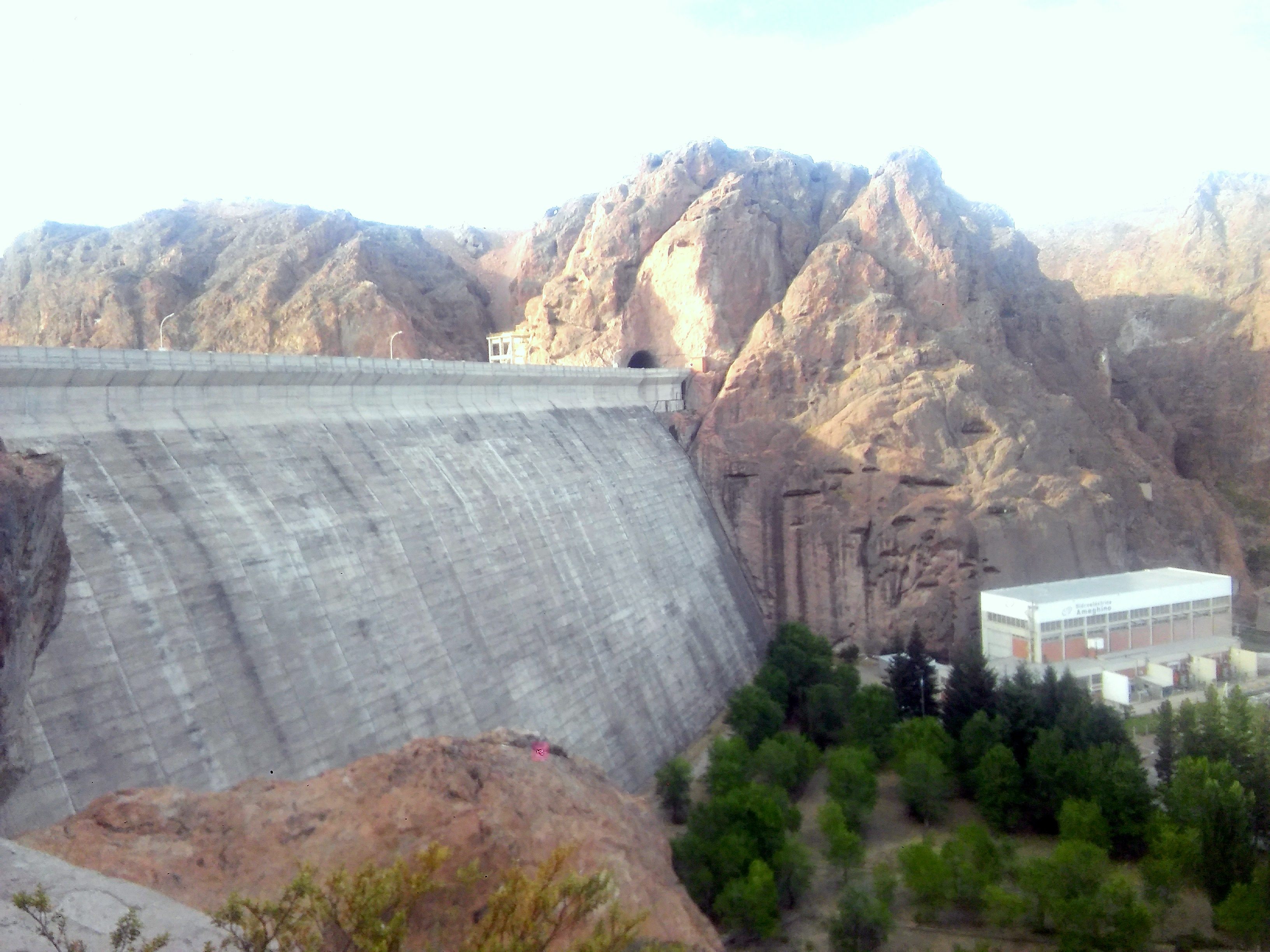
El imponente murallón del dique Florentino Ameghino